# NGC 4228
NGC 4228 (NGC 4214) je nepravilna galaktika u zviježđu Lovačkim psima. Naknadno je utvrđeno da je NGC 4214 ista galaktika.

## Vanjske poveznice
- (eng.) SEDS: NGC 4228
- (eng.) Revidirani Novi opći katalog
- (eng.) Izvangalaktička baza podataka NASA-e i IPAC-a
- (eng.) Astronomska baza podataka SIMBAD
- (eng.) VizieR